# Distretto di Kropyvnyc'kyj
Il distretto di Kropyvnyc'kyj (in ucraino Кропивницький район?) è un distretto nell'oblast' di Kirovohrad in Ucraina. Il suo centro amministrativo è la città di Kropyvnyc'kyj. Ha una popolazione di 429 585 abitanti.
Il 18 luglio 2020, come parte della riforma amministrativa dell'Ucraina, il numero di distretti dell'oblast di Kirovohrad è stato ridotto a quattro e l'area del distretto di Kropyvnyc'kyj è stata notevolmente ampliata.